# إيه تي أي رايج
سلسلة إيه تي أي رايج (بالإنجليزية: ATI Rage)‏ وهي سلسة من وحدات معالجة الرسومات مسرعة لواجهة مستخدم رسومية ثنائية الأبعاد و مسرعة للفيديو ومسرع لرسوميات ثلاثية الأبعاد. وهي خليفة سلسلة ماك المسرعة للرسومات ثنائية الأبعاد.